# سعيد بوالشعير
سعيد بوالشعير من مواليد 12 اغسطس 1945 جيملة جيجل الجزائر، خبير في القانون الدستوري، ورئيس سابق للمجلس الدستوري الجزائري.

## الشهادات
- ليسانس في الحقوق
- دبلوم الدراسات العليا في القانون العام
- دبلوم الدراسات العليا في العلوم السياسية
- دكتوراه دولة في القانون في هذا الموضوع:

                     العلاقة بين السلطة التشريعية والسلطة التنفيذية
- الدرجة العلمية: أستاذ مشارك في القانون

## الوظائف الرئيسية المشغولة
- محام معتمد من المحكمة العليا
- رئيس لجنة المؤسسات السياسية والعامة بالمجلس الاستشاري الوطني
- أمين عام الحكومة
- رئيس للمجلس الدستوري.

## منشورات علمية مهمة
- «النظام السياسي الجزائري»
- «القانون الدستوري والمؤسسات السياسية» المجلدان الأول والثاني
- «النظام التأديبي للموظفين العموميين»
- «العلاقة بين السلطات التشريعية والتنفيذية»
- عدة مقالات نشرت في المجلات الأكاديمية.